# Centotheca philippinensis
Centotheca philippinensis är en gräsart som först beskrevs av Elmer Drew Merrill, och fick sitt nu gällande namn av C.Monod. Centotheca philippinensis ingår i släktet Centotheca och familjen gräs.
Artens utbredningsområde är Filippinerna. Inga underarter finns listade i Catalogue of Life.